# レオン・ブラウン
レオン・ブラウン（Leon Brown、1996年10月26日 - ）は、ユナイテッド・ラグビー・チャンピオンシップ、ドラゴンズに所属するラグビー選手。

## プロフィール
- ウェールズ・ニューポート出身[1]。
- ポジションはプロップ(PR)。
- 身長 190cm、体重 126kg
- U20ウェールズ代表に選ばれたことがある[2]。
- ウェールズ代表キャップは16（2022年12月現在）。

## 略歴
2016年、ドラゴンズに加入。